# Strade Bianche 2019
13. edycja wyścigu kolarskiego Strade Bianche, która odbyła się 9 marca 2019. Start i metę tego włoskiego klasyku wyznaczono w Sienie. Wyścig jest częścią UCI World Tour 2019.
Na trasie liczącej 184 km znalazło się 11 odcinków szutrowych o łącznej długości 63 km.

## Uczestnicy

### Drużyny
W wyścigu wzięło udział 21 ekip: osiemnaście drużyn należących do UCI WorldTeams i trzy zespoły zaproszone przez organizatorów z tzw. "dziką kartą", należące do UCI Professional Continental Teams.
| WorldTeams (18)- AG2R La Mondiale - Astana - Bahrain-Merida - Bora-hansgrohe - CCC Team - Deceuninck-Quick Step - Dimension Data - EF Education First - Groupama-FDJ - Team Jumbo-Visma - Katusha-Alpecin - Lotto Soudal - Mitchelton-Scott - Movistar Team - Sky - Team Sunweb - Trek-Segafredo - UAE Team Emirates Professional continental teams (3)- Neri Sottoli-Selle Italia-KTM - Nippo Vini Fantini Faizanè - Vital Concept-B&B Hotels |
| |

### Lista startowa
| Lotto-Soudal LTS | Lotto-Soudal LTS         | Lotto-Soudal LTS |
| ---------------- | ------------------------ | ---------------- |
| Nr               | Kolarz                   | Miejsce          |
| 1                | Tiesj Benoot (BEL)       | 5.               |
| 2                | Carl Fredrik Hagen (NOR) | DNF              |
| 3                | Jens Keukeleire (BEL)    | 50.              |
| 4                | Tomasz Marczyński (POL)  | 70.              |
| 5                | Lawrence Naesen (BEL)    | OTL              |
| 6                | Tosh Van der Sande (BEL) | DNF              |
| 7                | Tim Wellens (BEL)        | 10.              |

| AG2R La Mondiale ALM | AG2R La Mondiale ALM   | AG2R La Mondiale ALM |
| -------------------- | ---------------------- | -------------------- |
| Nr                   | Kolarz                 | Miejsce              |
| 11                   | Ben Gastauer (LUX)     | 66.                  |
| 12                   | François Bidard (FRA)  | 59.                  |
| 13                   | Nico Denz (GER)        | 77.                  |
| 14                   | Silvan Dillier (SUI)   | 14.                  |
| 15                   | Alexandre Geniez (FRA) | DNF                  |
| 16                   | Quentin Jauregui (FRA) | 35.                  |
| 17                   | Nans Peters (FRA)      | DNF                  |

| Astana AST | Astana AST                     | Astana AST |
| ---------- | ------------------------------ | ---------- |
| Nr         | Kolarz                         | Miejsce    |
| 21         | Jakob Fuglsang (DEN)           | 2.         |
| 22         | Davide Ballerini (ITA)         | 23.        |
| 23         | Żandos Biżygitow (KAZ)         | OTL        |
| 24         | Manuele Boaro (ITA)            | DNF        |
| 25         | Dario Cataldo (ITA)            | 51.        |
| 26         | Dmitrij Gruzdiew (KAZ)         | OTL        |
| 27         | Aleksiej Łucenko (KAZ) (szosa) | 7.         |

| Bahrain-Merida TBM | Bahrain-Merida TBM        | Bahrain-Merida TBM |
| ------------------ | ------------------------- | ------------------ |
| Nr                 | Kolarz                    | Miejsce            |
| 31                 | Vincenzo Nibali (ITA)     | 31.                |
| 32                 | Grega Bole (SLO)          | OTL                |
| 33                 | Andrea Garosio (ITA)      | 82.                |
| 34                 | Antonio Nibali (ITA)      | DNF                |
| 35                 | Hermann Pernsteiner (AUT) | 40.                |
| 36                 | Luka Pibernik (SLO)       | 39.                |
| 37                 | Jan Tratnik (SLO)         | 37.                |

| Bora-Hansgrohe BOH | Bora-Hansgrohe BOH          | Bora-Hansgrohe BOH |
| ------------------ | --------------------------- | ------------------ |
| Nr                 | Kolarz                      | Miejsce            |
| 41                 | Rafał Majka (POL)           | 43.                |
| 42                 | Cesare Benedetti (ITA)      | 55.                |
| 43                 | Maciej Bodnar (POL)         | DNF                |
| 44                 | Oscar Gatto (ITA)           | 74.                |
| 45                 | Gregor Mühlberger (AUT)     | DNF                |
| 46                 | Daniel Oss (ITA)            | DNF                |
| 47                 | Maximilian Schachmann (GER) | 29.                |

| CCC Team CPT | CCC Team CPT                   | CCC Team CPT |
| ------------ | ------------------------------ | ------------ |
| Nr           | Kolarz                         | Miejsce      |
| 51           | Greg Van Avermaet (BEL)        | 6.           |
| 52           | Josef Černý (CZE)              | DNF          |
| 53           | Michael Schär (SUI)            | 34.          |
| 54           | Nathan Van Hooydonck (BEL)     | 33.          |
| 55           | Gijs Van Hoecke (BEL)          | 69.          |
| 56           | Guillaume Van Keirsbulck (BEL) | 63.          |
| 57           | Łukasz Wiśniowski (POL)        | 53.          |

| Deceuninck-Quick Step DQT | Deceuninck-Quick Step DQT   | Deceuninck-Quick Step DQT |
| ------------------------- | --------------------------- | ------------------------- |
| Nr                        | Kolarz                      | Miejsce                   |
| 61                        | Zdeněk Štybar (CZE)         | 4.                        |
| 62                        | Julian Alaphilippe (FRA)    | 1.                        |
| 63                        | Eros Capecchi (ITA)         | OTL                       |
| 64                        | Dries Devenyns (BEL)        | 46.                       |
| 65                        | Yves Lampaert (BEL) (szosa) | 11.                       |
| 66                        | Pieter Serry (BEL)          | 13.                       |
| 67                        | Petr Vakoč (CZE)            | 60.                       |

| EF Education First EF1 | EF Education First EF1 | EF Education First EF1 |
| ---------------------- | ---------------------- | ---------------------- |
| Nr                     | Kolarz                 | Miejsce                |
| 71                     | Alberto Bettiol (ITA)  | 78.                    |
| 72                     | Jonathan Caicedo (ECU) | 61.                    |
| 73                     | Simon Clarke (AUS)     | 8.                     |
| 74                     | Logan Owen (USA)       | OTL                    |
| 75                     | Tanel Kangert (EST)    | 72.                    |
| 76                     | Sean Bennett (USA)     | DNF                    |
| 77                     | Lachlan Morton (AUS)   | OTL                    |

| Groupama-FDJ GFC | Groupama-FDJ GFC               | Groupama-FDJ GFC |
| ---------------- | ------------------------------ | ---------------- |
| Nr               | Kolarz                         | Miejsce          |
| 81               | Stefan Küng (SUI)              | 15.              |
| 82               | Bruno Armirail (FRA)           | DNF              |
| 83               | Antoine Duchesne (CAN) (szosa) | 57.              |
| 84               | Tobias Ludvigsson (SWE)        | DNF              |
| 85               | Matthieu Ladagnous (FRA)       | DNF              |
| 86               | Romain Seigle (FRA)            | 27.              |
| 87               | Léo Vincent (FRA)              | DNF              |

| Mitchelton-Scott MTS | Mitchelton-Scott MTS          | Mitchelton-Scott MTS |
| -------------------- | ----------------------------- | -------------------- |
| Nr                   | Kolarz                        | Miejsce              |
| 91                   | Edoardo Affini (ITA)          | OTL                  |
| 92                   | Brent Bookwalter (USA)        | 21.                  |
| 93                   | Luke Durbridge (AUS)          | 18.                  |
| 94                   | Christopher Juul-Jensen (DEN) | 19.                  |
| 95                   | Nick Schultz (AUS)            | 81.                  |
| 96                   | Callum Scotson (AUS)          | DNF                  |
| 97                   | Robert Stannard (AUS)         | 49.                  |

| Movistar Team MOV | Movistar Team MOV        | Movistar Team MOV |
| ----------------- | ------------------------ | ----------------- |
| Nr                | Kolarz                   | Miejsce           |
| 101               | Carlos Barbero (ESP)     | DNF               |
| 102               | Nelson Oliveira (POR)    | 25.               |
| 103               | Carlos Betancur (COL)    | 83.               |
| 104               | Eduardo Sepúlveda (ARG)  | 56.               |
| 105               | Eduard Prades (ESP)      | 64.               |
| 106               | José Joaquín Rojas (ESP) | DNF               |
| 107               | Richard Carapaz (ECU)    | 62.               |

| Neri Sottoli-Selle Italia-KTM NSK | Neri Sottoli-Selle Italia-KTM NSK | Neri Sottoli-Selle Italia-KTM NSK |
| --------------------------------- | --------------------------------- | --------------------------------- |
| Nr                                | Kolarz                            | Miejsce                           |
| 111                               | Giovanni Visconti (ITA)           | DNF                               |
| 112                               | Liam Bertazzo (ITA)               | DNF                               |
| 113                               | Luca Raggio (ITA)                 | OTL                               |
| 114                               | Luca Pacioni (ITA)                | DNF                               |
| 115                               | Sebastian Schönberger (AUT)       | 38.                               |
| 116                               | Simone Velasco (ITA)              | 41.                               |
| 117                               | Giuseppe Fonzi (ITA)              | DNF                               |

| Nippo-Vini Fantini-Faizanè NIP | Nippo-Vini Fantini-Faizanè NIP | Nippo-Vini Fantini-Faizanè NIP |
| ------------------------------ | ------------------------------ | ------------------------------ |
| Nr                             | Kolarz                         | Miejsce                        |
| 121                            | Moreno Moser (ITA)             | DNF                            |
| 122                            | Nicola Bagioli (ITA)           | DNF                            |
| 123                            | Marco Canola (ITA)             | 16.                            |
| 124                            | Damiano Cima (ITA)             | 80.                            |
| 125                            | Sho Hatsuyama (JPN)            | DNF                            |
| 126                            | Juan José Lobato (ESP)         | DNF                            |
| 127                            | Giovanni Lonardi (ITA)         | OTL                            |

| Dimension Data TDD | Dimension Data TDD                | Dimension Data TDD |
| ------------------ | --------------------------------- | ------------------ |
| Nr                 | Kolarz                            | Miejsce            |
| 131                | Roman Kreuziger (CZE)             | 20.                |
| 132                | Reinardt Janse van Rensburg (RSA) | 68.                |
| 133                | Ben King (USA)                    | 36.                |
| 134                | Gino Mäder (SUI)                  | DNF                |
| 135                | Rasmus Tiller (NOR)               | 75.                |
| 136                | Michael Valgren (DEN)             | 45.                |
| 137                | Jacobus Venter (RSA)              | OTL                |

| Team Jumbo-Visma TJV | Team Jumbo-Visma TJV     | Team Jumbo-Visma TJV |
| -------------------- | ------------------------ | -------------------- |
| Nr                   | Kolarz                   | Miejsce              |
| 141                  | Wout van Aert (BEL)      | 3.                   |
| 142                  | Floris De Tier (BEL)     | 42.                  |
| 143                  | Neilson Powless (USA)    | DNF                  |
| 144                  | Lennard Hofstede (NED)   | OTL                  |
| 145                  | Antwan Tolhoek (NED)     | DNF                  |
| 146                  | Taco van der Hoorn (NED) | 67.                  |
| 147                  | Danny van Poppel (NED)   | DNF                  |

| Katusha-Alpecin TKA | Katusha-Alpecin TKA        | Katusha-Alpecin TKA |
| ------------------- | -------------------------- | ------------------- |
| Nr                  | Kolarz                     | Miejsce             |
| 151                 | Enrico Battaglin (ITA)     | 47.                 |
| 152                 | Steff Cras (BEL)           | DNF                 |
| 153                 | Ian Boswell (USA)          | DNF                 |
| 154                 | Ruben Guerreiro (POR)      | 22.                 |
| 155                 | Nathan Haas (AUS)          | 79.                 |
| 156                 | Wiaczesław Kuzniecow (RUS) | 26.                 |
| 157                 | Dmitrij Strachow (RUS)     | 71.                 |

| Team Sky SKY | Team Sky SKY           | Team Sky SKY |
| ------------ | ---------------------- | ------------ |
| Nr           | Kolarz                 | Miejsce      |
| 161          | Geraint Thomas (GBR)   | 12.          |
| 162          | Leonardo Basso (ITA)   | DNF          |
| 163          | Owain Doull (GBR)      | 65.          |
| 164          | Michał Gołaś (POL)     | 54.          |
| 165          | Gianni Moscon (ITA)    | 58.          |
| 166          | Salvatore Puccio (ITA) | 28.          |
| 167          | Diego Rosa (ITA)       | 24.          |

| Vital Concept-B&B Hotels VCB | Vital Concept-B&B Hotels VCB | Vital Concept-B&B Hotels VCB |
| ---------------------------- | ---------------------------- | ---------------------------- |
| Nr                           | Kolarz                       | Miejsce                      |
| 171                          | Yoann Bagot (FRA)            | DNF                          |
| 172                          | Maxime Cam (FRA)             | DNF                          |
| 173                          | Bert De Backer (BEL)         | DNF                          |
| 174                          | Corentin Ermenault (FRA)     | DNF                          |
| 175                          | Steven Lammertink (NED)      | DNF                          |
| 176                          | Justin Mottier (FRA)         | DNF                          |
| 177                          | Jimmy Turgis (FRA)           | 52.                          |

| Team Sunweb SUN | Team Sunweb SUN              | Team Sunweb SUN |
| --------------- | ---------------------------- | --------------- |
| Nr              | Kolarz                       | Miejsce         |
| 181             | Nicolas Roche (IRL)          | OTL             |
| 182             | Chris Hamilton (AUS)         | OTL             |
| 183             | Marc Hirschi (SUI)           | 73.             |
| 184             | Asbjørn Kragh Andersen (DEN) | DNF             |
| 185             | Jai Hindley (AUS)            | 48.             |
| 186             | Sam Oomen (NED)              | 17.             |
| 187             | Robert Power (AUS)           | 32.             |

| Trek-Segafredo TFS | Trek-Segafredo TFS     | Trek-Segafredo TFS |
| ------------------ | ---------------------- | ------------------ |
| Nr                 | Kolarz                 | Miejsce            |
| 191                | Bauke Mollema (NED)    | 76.                |
| 192                | Nicola Conci (ITA)     | OTL                |
| 193                | Fabio Felline (ITA)    | DNF                |
| 194                | Matteo Moschetti (ITA) | DNF                |
| 195                | Markel Irizar (ESP)    | OTL                |
| 196                | Fumiyuki Beppu (JPN)   | OTL                |
| 197                | Toms Skujiņš (LAT)     | 9.                 |

| UAE Team Emirates UAD | UAE Team Emirates UAD              | UAE Team Emirates UAD |
| --------------------- | ---------------------------------- | --------------------- |
| Nr                    | Kolarz                             | Miejsce               |
| 201                   | Fernando Gaviria (COL)             | DNF                   |
| 202                   | Rui Costa (POR)                    | DNF                   |
| 203                   | Roberto Ferrari (ITA)              | DNF                   |
| 204                   | Vegard Stake Laengen (NOR) (szosa) | OTL                   |
| 205                   | Simone Petilli (ITA)               | 44.                   |
| 206                   | Jasper Philipsen (BEL)             | DNF                   |
| 207                   | Tadej Pogačar (SLO)                | 30.                   |

| Lotto-Soudal LTS | Lotto-Soudal LTS         | Lotto-Soudal LTS |
| ---------------- | ------------------------ | ---------------- |
| Nr               | Kolarz                   | Miejsce          |
| 1                | Tiesj Benoot (BEL)       | 5.               |
| 2                | Carl Fredrik Hagen (NOR) | DNF              |
| 3                | Jens Keukeleire (BEL)    | 50.              |
| 4                | Tomasz Marczyński (POL)  | 70.              |
| 5                | Lawrence Naesen (BEL)    | OTL              |
| 6                | Tosh Van der Sande (BEL) | DNF              |
| 7                | Tim Wellens (BEL)        | 10.              |

| AG2R La Mondiale ALM | AG2R La Mondiale ALM   | AG2R La Mondiale ALM |
| -------------------- | ---------------------- | -------------------- |
| Nr                   | Kolarz                 | Miejsce              |
| 11                   | Ben Gastauer (LUX)     | 66.                  |
| 12                   | François Bidard (FRA)  | 59.                  |
| 13                   | Nico Denz (GER)        | 77.                  |
| 14                   | Silvan Dillier (SUI)   | 14.                  |
| 15                   | Alexandre Geniez (FRA) | DNF                  |
| 16                   | Quentin Jauregui (FRA) | 35.                  |
| 17                   | Nans Peters (FRA)      | DNF                  |

| Astana AST | Astana AST                     | Astana AST |
| ---------- | ------------------------------ | ---------- |
| Nr         | Kolarz                         | Miejsce    |
| 21         | Jakob Fuglsang (DEN)           | 2.         |
| 22         | Davide Ballerini (ITA)         | 23.        |
| 23         | Żandos Biżygitow (KAZ)         | OTL        |
| 24         | Manuele Boaro (ITA)            | DNF        |
| 25         | Dario Cataldo (ITA)            | 51.        |
| 26         | Dmitrij Gruzdiew (KAZ)         | OTL        |
| 27         | Aleksiej Łucenko (KAZ) (szosa) | 7.         |

| Bahrain-Merida TBM | Bahrain-Merida TBM        | Bahrain-Merida TBM |
| ------------------ | ------------------------- | ------------------ |
| Nr                 | Kolarz                    | Miejsce            |
| 31                 | Vincenzo Nibali (ITA)     | 31.                |
| 32                 | Grega Bole (SLO)          | OTL                |
| 33                 | Andrea Garosio (ITA)      | 82.                |
| 34                 | Antonio Nibali (ITA)      | DNF                |
| 35                 | Hermann Pernsteiner (AUT) | 40.                |
| 36                 | Luka Pibernik (SLO)       | 39.                |
| 37                 | Jan Tratnik (SLO)         | 37.                |

| Bora-Hansgrohe BOH | Bora-Hansgrohe BOH          | Bora-Hansgrohe BOH |
| ------------------ | --------------------------- | ------------------ |
| Nr                 | Kolarz                      | Miejsce            |
| 41                 | Rafał Majka (POL)           | 43.                |
| 42                 | Cesare Benedetti (ITA)      | 55.                |
| 43                 | Maciej Bodnar (POL)         | DNF                |
| 44                 | Oscar Gatto (ITA)           | 74.                |
| 45                 | Gregor Mühlberger (AUT)     | DNF                |
| 46                 | Daniel Oss (ITA)            | DNF                |
| 47                 | Maximilian Schachmann (GER) | 29.                |

| CCC Team CPT | CCC Team CPT                   | CCC Team CPT |
| ------------ | ------------------------------ | ------------ |
| Nr           | Kolarz                         | Miejsce      |
| 51           | Greg Van Avermaet (BEL)        | 6.           |
| 52           | Josef Černý (CZE)              | DNF          |
| 53           | Michael Schär (SUI)            | 34.          |
| 54           | Nathan Van Hooydonck (BEL)     | 33.          |
| 55           | Gijs Van Hoecke (BEL)          | 69.          |
| 56           | Guillaume Van Keirsbulck (BEL) | 63.          |
| 57           | Łukasz Wiśniowski (POL)        | 53.          |

| Deceuninck-Quick Step DQT | Deceuninck-Quick Step DQT   | Deceuninck-Quick Step DQT |
| ------------------------- | --------------------------- | ------------------------- |
| Nr                        | Kolarz                      | Miejsce                   |
| 61                        | Zdeněk Štybar (CZE)         | 4.                        |
| 62                        | Julian Alaphilippe (FRA)    | 1.                        |
| 63                        | Eros Capecchi (ITA)         | OTL                       |
| 64                        | Dries Devenyns (BEL)        | 46.                       |
| 65                        | Yves Lampaert (BEL) (szosa) | 11.                       |
| 66                        | Pieter Serry (BEL)          | 13.                       |
| 67                        | Petr Vakoč (CZE)            | 60.                       |

| EF Education First EF1 | EF Education First EF1 | EF Education First EF1 |
| ---------------------- | ---------------------- | ---------------------- |
| Nr                     | Kolarz                 | Miejsce                |
| 71                     | Alberto Bettiol (ITA)  | 78.                    |
| 72                     | Jonathan Caicedo (ECU) | 61.                    |
| 73                     | Simon Clarke (AUS)     | 8.                     |
| 74                     | Logan Owen (USA)       | OTL                    |
| 75                     | Tanel Kangert (EST)    | 72.                    |
| 76                     | Sean Bennett (USA)     | DNF                    |
| 77                     | Lachlan Morton (AUS)   | OTL                    |

| Groupama-FDJ GFC | Groupama-FDJ GFC               | Groupama-FDJ GFC |
| ---------------- | ------------------------------ | ---------------- |
| Nr               | Kolarz                         | Miejsce          |
| 81               | Stefan Küng (SUI)              | 15.              |
| 82               | Bruno Armirail (FRA)           | DNF              |
| 83               | Antoine Duchesne (CAN) (szosa) | 57.              |
| 84               | Tobias Ludvigsson (SWE)        | DNF              |
| 85               | Matthieu Ladagnous (FRA)       | DNF              |
| 86               | Romain Seigle (FRA)            | 27.              |
| 87               | Léo Vincent (FRA)              | DNF              |

| Mitchelton-Scott MTS | Mitchelton-Scott MTS          | Mitchelton-Scott MTS |
| -------------------- | ----------------------------- | -------------------- |
| Nr                   | Kolarz                        | Miejsce              |
| 91                   | Edoardo Affini (ITA)          | OTL                  |
| 92                   | Brent Bookwalter (USA)        | 21.                  |
| 93                   | Luke Durbridge (AUS)          | 18.                  |
| 94                   | Christopher Juul-Jensen (DEN) | 19.                  |
| 95                   | Nick Schultz (AUS)            | 81.                  |
| 96                   | Callum Scotson (AUS)          | DNF                  |
| 97                   | Robert Stannard (AUS)         | 49.                  |

| Movistar Team MOV | Movistar Team MOV        | Movistar Team MOV |
| ----------------- | ------------------------ | ----------------- |
| Nr                | Kolarz                   | Miejsce           |
| 101               | Carlos Barbero (ESP)     | DNF               |
| 102               | Nelson Oliveira (POR)    | 25.               |
| 103               | Carlos Betancur (COL)    | 83.               |
| 104               | Eduardo Sepúlveda (ARG)  | 56.               |
| 105               | Eduard Prades (ESP)      | 64.               |
| 106               | José Joaquín Rojas (ESP) | DNF               |
| 107               | Richard Carapaz (ECU)    | 62.               |

| Neri Sottoli-Selle Italia-KTM NSK | Neri Sottoli-Selle Italia-KTM NSK | Neri Sottoli-Selle Italia-KTM NSK |
| --------------------------------- | --------------------------------- | --------------------------------- |
| Nr                                | Kolarz                            | Miejsce                           |
| 111                               | Giovanni Visconti (ITA)           | DNF                               |
| 112                               | Liam Bertazzo (ITA)               | DNF                               |
| 113                               | Luca Raggio (ITA)                 | OTL                               |
| 114                               | Luca Pacioni (ITA)                | DNF                               |
| 115                               | Sebastian Schönberger (AUT)       | 38.                               |
| 116                               | Simone Velasco (ITA)              | 41.                               |
| 117                               | Giuseppe Fonzi (ITA)              | DNF                               |

| Nippo-Vini Fantini-Faizanè NIP | Nippo-Vini Fantini-Faizanè NIP | Nippo-Vini Fantini-Faizanè NIP |
| ------------------------------ | ------------------------------ | ------------------------------ |
| Nr                             | Kolarz                         | Miejsce                        |
| 121                            | Moreno Moser (ITA)             | DNF                            |
| 122                            | Nicola Bagioli (ITA)           | DNF                            |
| 123                            | Marco Canola (ITA)             | 16.                            |
| 124                            | Damiano Cima (ITA)             | 80.                            |
| 125                            | Sho Hatsuyama (JPN)            | DNF                            |
| 126                            | Juan José Lobato (ESP)         | DNF                            |
| 127                            | Giovanni Lonardi (ITA)         | OTL                            |

| Dimension Data TDD | Dimension Data TDD                | Dimension Data TDD |
| ------------------ | --------------------------------- | ------------------ |
| Nr                 | Kolarz                            | Miejsce            |
| 131                | Roman Kreuziger (CZE)             | 20.                |
| 132                | Reinardt Janse van Rensburg (RSA) | 68.                |
| 133                | Ben King (USA)                    | 36.                |
| 134                | Gino Mäder (SUI)                  | DNF                |
| 135                | Rasmus Tiller (NOR)               | 75.                |
| 136                | Michael Valgren (DEN)             | 45.                |
| 137                | Jacobus Venter (RSA)              | OTL                |

| Team Jumbo-Visma TJV | Team Jumbo-Visma TJV     | Team Jumbo-Visma TJV |
| -------------------- | ------------------------ | -------------------- |
| Nr                   | Kolarz                   | Miejsce              |
| 141                  | Wout van Aert (BEL)      | 3.                   |
| 142                  | Floris De Tier (BEL)     | 42.                  |
| 143                  | Neilson Powless (USA)    | DNF                  |
| 144                  | Lennard Hofstede (NED)   | OTL                  |
| 145                  | Antwan Tolhoek (NED)     | DNF                  |
| 146                  | Taco van der Hoorn (NED) | 67.                  |
| 147                  | Danny van Poppel (NED)   | DNF                  |

| Katusha-Alpecin TKA | Katusha-Alpecin TKA        | Katusha-Alpecin TKA |
| ------------------- | -------------------------- | ------------------- |
| Nr                  | Kolarz                     | Miejsce             |
| 151                 | Enrico Battaglin (ITA)     | 47.                 |
| 152                 | Steff Cras (BEL)           | DNF                 |
| 153                 | Ian Boswell (USA)          | DNF                 |
| 154                 | Ruben Guerreiro (POR)      | 22.                 |
| 155                 | Nathan Haas (AUS)          | 79.                 |
| 156                 | Wiaczesław Kuzniecow (RUS) | 26.                 |
| 157                 | Dmitrij Strachow (RUS)     | 71.                 |

| Team Sky SKY | Team Sky SKY           | Team Sky SKY |
| ------------ | ---------------------- | ------------ |
| Nr           | Kolarz                 | Miejsce      |
| 161          | Geraint Thomas (GBR)   | 12.          |
| 162          | Leonardo Basso (ITA)   | DNF          |
| 163          | Owain Doull (GBR)      | 65.          |
| 164          | Michał Gołaś (POL)     | 54.          |
| 165          | Gianni Moscon (ITA)    | 58.          |
| 166          | Salvatore Puccio (ITA) | 28.          |
| 167          | Diego Rosa (ITA)       | 24.          |

| Vital Concept-B&B Hotels VCB | Vital Concept-B&B Hotels VCB | Vital Concept-B&B Hotels VCB |
| ---------------------------- | ---------------------------- | ---------------------------- |
| Nr                           | Kolarz                       | Miejsce                      |
| 171                          | Yoann Bagot (FRA)            | DNF                          |
| 172                          | Maxime Cam (FRA)             | DNF                          |
| 173                          | Bert De Backer (BEL)         | DNF                          |
| 174                          | Corentin Ermenault (FRA)     | DNF                          |
| 175                          | Steven Lammertink (NED)      | DNF                          |
| 176                          | Justin Mottier (FRA)         | DNF                          |
| 177                          | Jimmy Turgis (FRA)           | 52.                          |

| Team Sunweb SUN | Team Sunweb SUN              | Team Sunweb SUN |
| --------------- | ---------------------------- | --------------- |
| Nr              | Kolarz                       | Miejsce         |
| 181             | Nicolas Roche (IRL)          | OTL             |
| 182             | Chris Hamilton (AUS)         | OTL             |
| 183             | Marc Hirschi (SUI)           | 73.             |
| 184             | Asbjørn Kragh Andersen (DEN) | DNF             |
| 185             | Jai Hindley (AUS)            | 48.             |
| 186             | Sam Oomen (NED)              | 17.             |
| 187             | Robert Power (AUS)           | 32.             |

| Trek-Segafredo TFS | Trek-Segafredo TFS     | Trek-Segafredo TFS |
| ------------------ | ---------------------- | ------------------ |
| Nr                 | Kolarz                 | Miejsce            |
| 191                | Bauke Mollema (NED)    | 76.                |
| 192                | Nicola Conci (ITA)     | OTL                |
| 193                | Fabio Felline (ITA)    | DNF                |
| 194                | Matteo Moschetti (ITA) | DNF                |
| 195                | Markel Irizar (ESP)    | OTL                |
| 196                | Fumiyuki Beppu (JPN)   | OTL                |
| 197                | Toms Skujiņš (LAT)     | 9.                 |

| UAE Team Emirates UAD | UAE Team Emirates UAD              | UAE Team Emirates UAD |
| --------------------- | ---------------------------------- | --------------------- |
| Nr                    | Kolarz                             | Miejsce               |
| 201                   | Fernando Gaviria (COL)             | DNF                   |
| 202                   | Rui Costa (POR)                    | DNF                   |
| 203                   | Roberto Ferrari (ITA)              | DNF                   |
| 204                   | Vegard Stake Laengen (NOR) (szosa) | OTL                   |
| 205                   | Simone Petilli (ITA)               | 44.                   |
| 206                   | Jasper Philipsen (BEL)             | DNF                   |
| 207                   | Tadej Pogačar (SLO)                | 30.                   |

## Klasyfikacja generalna
| \| Klasyfikacja generalna \| Klasyfikacja generalna \| Klasyfikacja generalna \| Klasyfikacja generalna \| Klasyfikacja generalna \| \| Kolarz \| Kolarz \| Państwo \| Drużyna \| Czas \| \| ---------------------- \| ----------------------- \| ---------------------- \| -------------------------- \| ---------------------- \| \| 1. \| Julian Alaphilippe \| Francja \| Deceuninck-Quick Step \| 4h 47' 14" \| \| 2. \| Jakob Fuglsang \| Dania \| Astana \| + 2" \| \| 3. \| Wout van Aert \| Belgia \| Team Jumbo-Visma \| + 27" \| \| 4. \| Zdeněk Štybar \| Czechy \| Deceuninck-Quick Step \| + 1' 00" \| \| 5. \| Tiesj Benoot \| Belgia \| Lotto-Soudal \| + 1' 00" \| \| 6. \| Greg Van Avermaet \| Belgia \| CCC Team \| + 1' 01" \| \| 7. \| Aleksiej Łucenko \| Kazachstan \| Astana \| + 1' 04" \| \| 8. \| Simon Clarke \| Australia \| EF Education First \| + 1' 08" \| \| 9. \| Toms Skujiņš \| Łotwa \| Trek-Segafredo \| + 1' 12" \| \| 10. \| Tim Wellens \| Belgia \| Lotto-Soudal \| + 1' 21" \| \| 11. \| Yves Lampaert \| Belgia \| Deceuninck-Quick Step \| + 1' 28" \| \| 12. \| Geraint Thomas \| Wielka Brytania \| Team Sky \| + 2' 41" \| \| 13. \| Pieter Serry \| Belgia \| Deceuninck-Quick Step \| + 2' 41" \| \| 14. \| Silvan Dillier \| Szwajcaria \| AG2R La Mondiale \| + 2' 42" \| \| 15. \| Stefan Küng \| Szwajcaria \| Groupama-FDJ \| + 2' 44" \| \| 16. \| Marco Canola \| Włochy \| Nippo-Vini Fantini-Faizanè \| + 2' 44" \| \| 17. \| Sam Oomen \| Holandia \| Team Sunweb \| + 2' 44" \| \| 18. \| Luke Durbridge \| Australia \| Mitchelton-Scott \| + 2' 47" \| \| 19. \| Christopher Juul-Jensen \| Dania \| Mitchelton-Scott \| + 2' 48" \| \| 20. \| Roman Kreuziger \| Czechy \| Dimension Data \| + 2' 48" \| |                         |                 |                            |            |
| |                         |                 |                            |            |
| Źródło: ProCyclingStats |                         |                 |                            |            |
| Klasyfikacja generalna |                         |                 |                            |            |
| Kolarz | Kolarz                  | Państwo         | Drużyna                    | Czas       |
| 1. | Julian Alaphilippe      | Francja         | Deceuninck-Quick Step      | 4h 47' 14" |
| 2. | Jakob Fuglsang          | Dania           | Astana                     | + 2"       |
| 3. | Wout van Aert           | Belgia          | Team Jumbo-Visma           | + 27"      |
| 4. | Zdeněk Štybar           | Czechy          | Deceuninck-Quick Step      | + 1' 00"   |
| 5. | Tiesj Benoot            | Belgia          | Lotto-Soudal               | + 1' 00"   |
| 6. | Greg Van Avermaet       | Belgia          | CCC Team                   | + 1' 01"   |
| 7. | Aleksiej Łucenko        | Kazachstan      | Astana                     | + 1' 04"   |
| 8. | Simon Clarke            | Australia       | EF Education First         | + 1' 08"   |
| 9. | Toms Skujiņš            | Łotwa           | Trek-Segafredo             | + 1' 12"   |
| 10. | Tim Wellens             | Belgia          | Lotto-Soudal               | + 1' 21"   |
| 11. | Yves Lampaert           | Belgia          | Deceuninck-Quick Step      | + 1' 28"   |
| 12. | Geraint Thomas          | Wielka Brytania | Team Sky                   | + 2' 41"   |
| 13. | Pieter Serry            | Belgia          | Deceuninck-Quick Step      | + 2' 41"   |
| 14. | Silvan Dillier          | Szwajcaria      | AG2R La Mondiale           | + 2' 42"   |
| 15. | Stefan Küng             | Szwajcaria      | Groupama-FDJ               | + 2' 44"   |
| 16. | Marco Canola            | Włochy          | Nippo-Vini Fantini-Faizanè | + 2' 44"   |
| 17. | Sam Oomen               | Holandia        | Team Sunweb                | + 2' 44"   |
| 18. | Luke Durbridge          | Australia       | Mitchelton-Scott           | + 2' 47"   |
| 19. | Christopher Juul-Jensen | Dania           | Mitchelton-Scott           | + 2' 48"   |
| 20. | Roman Kreuziger         | Czechy          | Dimension Data             | + 2' 48"   |